# Lammaspauha
Lammaspauha är en ö i Finland. Den ligger i Bottenviken och i kommunen Kalajoki i den ekonomiska regionen  Ylivieska ekonomiska region i landskapet Norra Österbotten, i den nordvästra delen av landet. Ön ligger omkring 130 kilometer sydväst om Uleåborg och omkring 440 kilometer norr om Helsingfors.
Öns area är 0,7 hektar och dess största längd är 240 meter i sydöst-nordvästlig riktning.